# José María Martín Muñoz
Martín  Muñoz est un nom espagnol. Le premier nom de famille, en général paternel, est Martín ; le second, en général maternel, souvent omis, est Muñoz.
José María Martín Muñoz, né le 2 avril 2001 à Morón de la Frontera, est un coureur cycliste espagnol. Il est membre de l'équipe Extremadura-Pebetero.

## Biographie
José María Martín commence le cyclisme durant son enfance dans des écoles de vélo de Morón de la Frontera, en Andalousie,. D'abord concentré sur le VTT, il finit par passer aux compétitions sur route. Il devient notamment champion d'Espagne par équipes chez les cadets en 2016.
Pour ses débuts espoirs, il intègre le club Valverde-Tierra Fecundis en 2019. Avec cette formation, il décroche plusieurs places d'honneur dans des courses nationales. Il devient également stagiaire de la formation Burgos-BH en 2022. Cependant, cette structure ne lui propose pas de contrat. Il parvient néanmoins à passer professionnel en 2023 au sein de l'équipe continentale Electro Hiper Europa. 
En 2024, l'équipe Electro Hiper Europa disparaît. José María Martín poursuit néanmoins la compétition. De retour chez les amateurs, il obtient deux victoires et divers accessits dans des épreuves portugaises. Il reprend ensuite une licence en Espagne en rejoignant le club Extremadura-Pebetero en 2025. Sous ses nouvelles couleurs, il réalise un bon début de saison en remportant une étape du Tour de Guadalentín. Il devient aussi le premier leader de la Coupe d'Espagne amateurs, grâce à sa victoire sur le Circuito Guadiana. 

## Palmarès
- 2021
  - 2e de la Ronda al Maestrazgo
- 2022
  - 2e du championnat de Galice
  - 3e du Trofeo Camp de Morvedre
- 2024
  - Mémorial Pedro Ortiz
  - GP Bolullos
- 2025
  -  Champion d'Espagne sur route amateurs[7]
  - 2e étape du Tour de Guadalentín
  - Circuito Guadiana
  - 2e étape du Tour de Navarre
  - Prueba Loinaz
  - Prologue du Tour de Castille-et-León amateurs
  - 2e étape du Tour de Zamora
  - Tour d'Ávila
  - 2e des Rutas Xacobeas
  - 2e du Tour de Carcabuey